# Mann von Porsmose

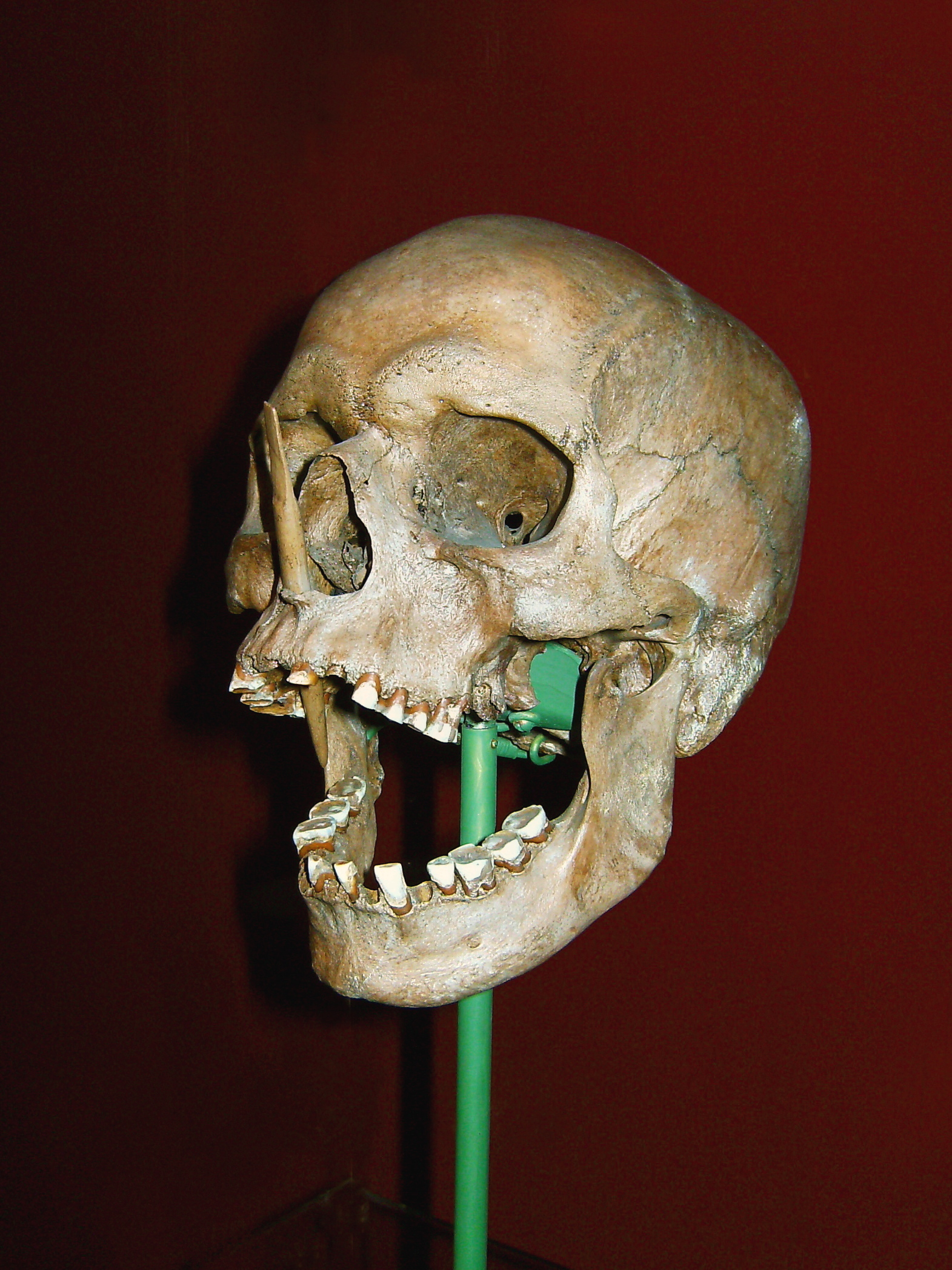
Der Schädel des Mannes von Porsmose mit der knöchernen Pfeilspitze im Nasen-Rachen-Raum

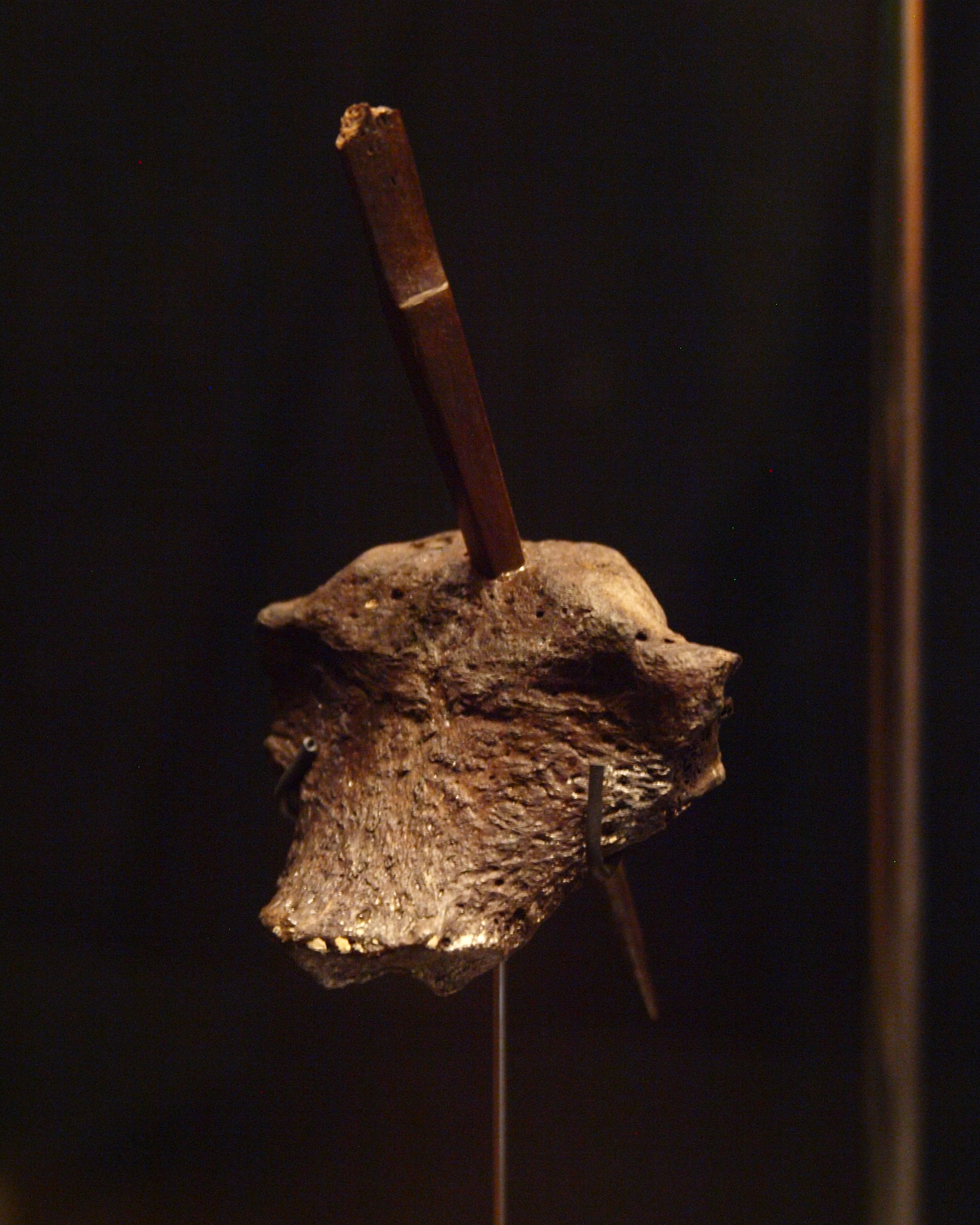
Das obere Brustbein des Mannes mit der darin steckenden Pfeilspitze

Der Mann von Porsmose ist eine jungneolithische Moorleiche, die im Jahr 1946 bei Næstved auf der dänischen Insel Seeland gefunden wurde. Der Mann wurde durch mehrere Pfeiltreffer getötet. Die Überreste des Mannes von Porsmose werden im Dänischen Nationalmuseum aufbewahrt.
Fundort: 55° 16′ 35,1″ N, 11° 52′ 29,8″ O

## Befund
Von dem etwa 35 Jahre alten Mann wurden der Schädel und verschiedene Knochen des Skeletts geborgen, die Weichteile waren vergangen. Die erhaltenen Teile des Gebisses weisen stark abgekaute Zähne auf.
Der Mann wurde durch mehrere Pfeilschüsse getötet, wie zwei erhaltene Pfeilspitzen in den Knochen belegen. Beide Pfeilspitzen bestehen aus Knochen, haben einen rechteckigen Querschnitt mit stark abgesetzten Schaftzungen für die Aufnahme in die Pfeilschäfte. Eine Pfeilspitze von 105 mm Länge traf den Mann im Gesicht. Der Pfeil drang steil von oben kommend durch den rechten Nasenflügel in den Gaumen-Bereich ein und durchschlug das rechte Gaumenbein. Die Spitze blieb dort stecken und ragte noch 45 mm in die Mundhöhle hinein. Diese Verletzung für sich war noch nicht tödlich und der Mann hätte sie noch eine geraume Zeit überleben können. Tödlich war der andere Pfeiltreffer. Dieser durchschlug das obere Brustbein des Mannes und verletzte höchstwahrscheinlich seine Hauptschlagader. Die 127 mm lange Pfeilspitze blieb im oberen Brustbein stecken. Beide Pfeile wurden vermutlich aus nächster Nähe abgeschossen. Die Leiche des Mannes muss danach in einen offenen See gelangt sein, der zu einem Moor verlandete, nachdem die Weichteile bereits weitgehend verwest waren.
Die Radiokohlenstoffdatierung der Knochen ergab einen Todeszeitpunkt von 4710 ± 90 BP, das entspricht einem kalibrierten Kalenderalter von 3499 ± 105 v. Chr. Der Mann ist gemäß der 14C-Datierung der mittelneolithischen Trichterbecherkultur (TBK) zuzuordnen. Die Art der knöchernen Spitze entspricht gemäß der Beschreibung im Dänischen Nationalmuseum hingegen der endneolithischen Einzelgrabkultur.
Menschenopfer sind vom Beginn der Jungsteinzeit (im Norden ab 4000 v. Chr.) bis zum Ende der Eisenzeit (500 n. Chr.) belegt und wurden aus nordischen Mooren geborgen.